# Serinus syriacus
Il verzellino siriano (Serinus syriacus Bonaparte, 1850) è un uccello passeriforme della famiglia Fringillidae.

## Etimologia
Il nome scientifico della specie, syriacus, deriva dal latino e significa siriano, in riferimento all'areale di diffusione di questi uccelli: il loro nome comune ne è la traduzione.

## Descrizione

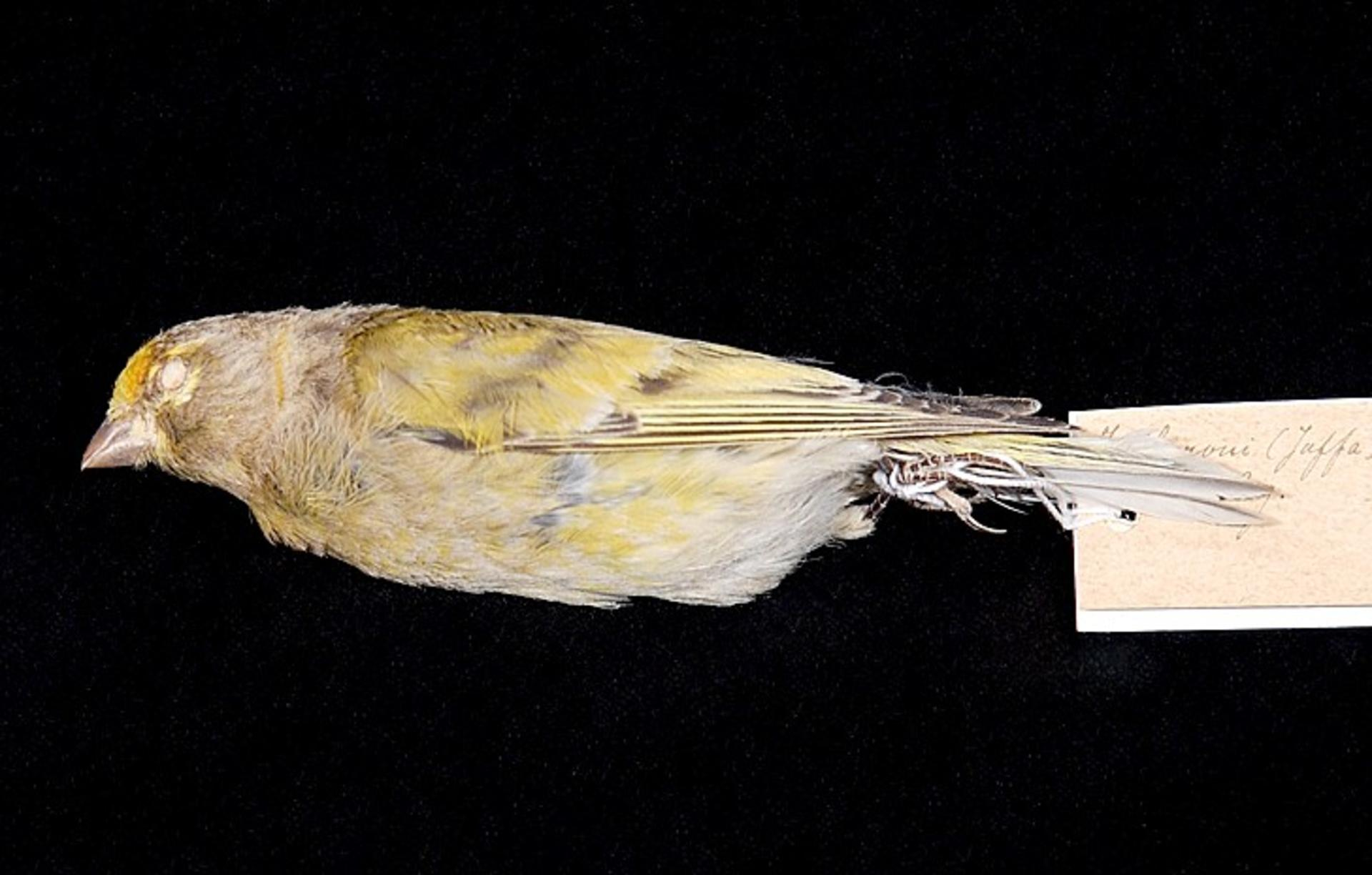
Maschio impagliato.

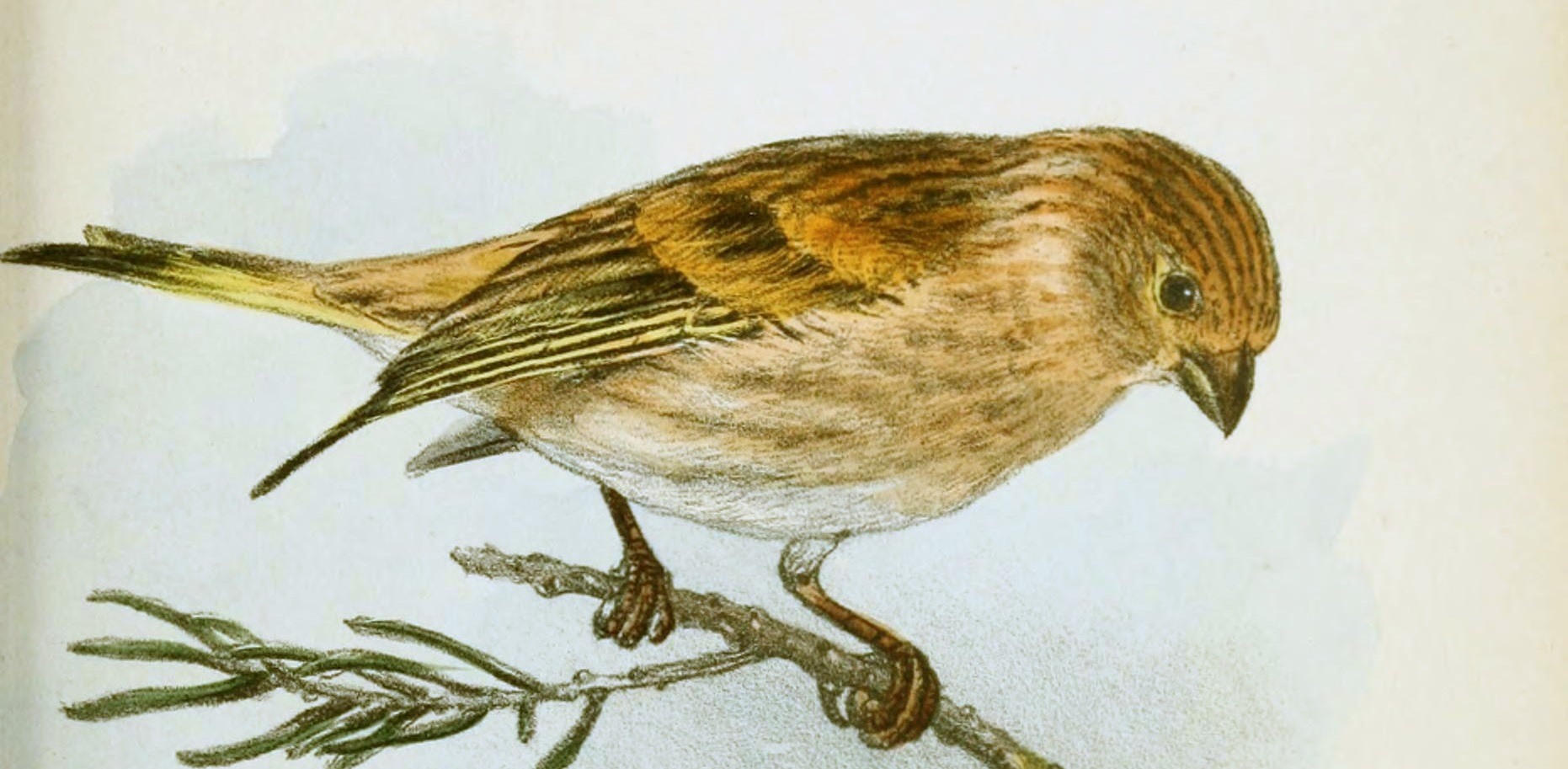
Illustrazione di femmina.

### Dimensioni
Misura 12–14 cm di lunghezza, per 10-14 g di peso.

### Aspetto
Si tratta di uccelli dall'aspetto robusto, muniti di testa arrotondata, corto becco conico, ali appuntite e coda lievemente forcuta in punta.
Il piumaggio è di colore grigio-sabbia su tutto il corpo, maggiormente tendente al beige sui fianchi, mentre il sottocoda è bianco, le ali e la coda sono nere e faccia, petto, orli delle penne dorsali (per il resto brune) e codione sono (ma solo nei maschi) di colore giallo, più carico e quasi arancione sulla faccia, presente però in sfumature un po' in tutta la livrea di questi uccelli: le femmine mancano del lipocromo giallo e presentano perciò livrea più sobria e dominata dai toni del grigio-sabbia. In ambedue i sessi le zampe sono di colore carnicino, il becco è grigio-nerastro e gli occhi sono di colore bruno scuro.

## Biologia
Si tratta di uccelli vispi ed allegri, che vivono perlopiù in gruppetti all'infuori del periodo riproduttivo e si muovono costantemente alla ricerca di cibo fra i cespugli ed i ciuffi di erba alta, tenendosi in contatto tramite richiami pigolanti.
Il canto di questi uccelli ricorda quello dei canarini selvatici, pur essendo lievemente più lento.

### Alimentazione
La dieta del verzellino siriano è essenzialmente granivora, basandosi sui piccoli semi delle piante erbacee (soprattutto scagliola ) ed arbustive (in special modo durante l'inverno, quando la dieta di questi uccelli consta quasi completamente di artemisia): essi si nutrono anche di foglioline tenere, boccioli, germogli, bacche e piccoli insetti, che vengono utilizzati anche per nutrire la prole.

### Riproduzione
La stagione degli amori va all'incirca dalla metà di marzo ad agosto, ma specialmente l'inizio è legato allo scioglimento dei ghiacci e può risultare posticipato.
I maschi corteggiano le femmine cantando a squarciagola da posatoi in evidenza (rocce, cespugli solitari, alberi), ed avvicinandosi alle eventuali interessate con incedere dondolante. Si tratta di uccelli monogami, coi due sessi che collaborano durante le fasi della riproduzione.
Il nido viene costruito dalla sola femmina fra i rami di un albero o un cespuglio: al suo interno, essa depone 4-5 uova azzurrine, che provvede a covare per circa due settimane, col maschio che la imbecca e rimane di guardia nei pressi del nido, scacciando eventuali intrusi.

I pulli, ciechi e implumi alla schiusa, vengono accuditi da ambedue i genitori, che si alternano fra il nido e la ricerca di cibo: essi sono in grado d'involarsi a soli 14-16 giorni di vita, sebbene non si allontanino del tutto dai genitori prima del mese e mezzo, seguendoli nei loro spostamenti (generalmente, tranne che in Giordania dove la covata è unica, le coppie salgono di quota per portare avanti una seconda e talvolta, se il cibo lo consente, una terza covata durante l'estate) e chiedendo loro sempre più sporadicamente l'imbeccata.

## Distribuzione e habitat
Come intuibile dal nome comune e dal nome scientifico, il verzellino siriano è un abitatore del Levante: oltre che in Siria (della quale peraltro abita solo la parte meridionale), tuttavia, lo si può osservare anche in Libano, Israele, Palestina e Giordania, mentre sembrerebbero frutto di errori i presunti avvistamenti di verzellini siriani nel nord dell'Iraq. Mentre le popolazioni giordane tendono ad essere residenti, le altre migrano in autunno per svernare nel Sinai o in Turchia sud-orientale.
L'habitat di questi uccelli è rappresentato dalle aree submontane e montane rocciose a copertura erbosa e cespugliosa, con presenza sparsa di boschetti di conifere e cedri, fra i 900 ed i 1900 m di quota.